# Katie Melua

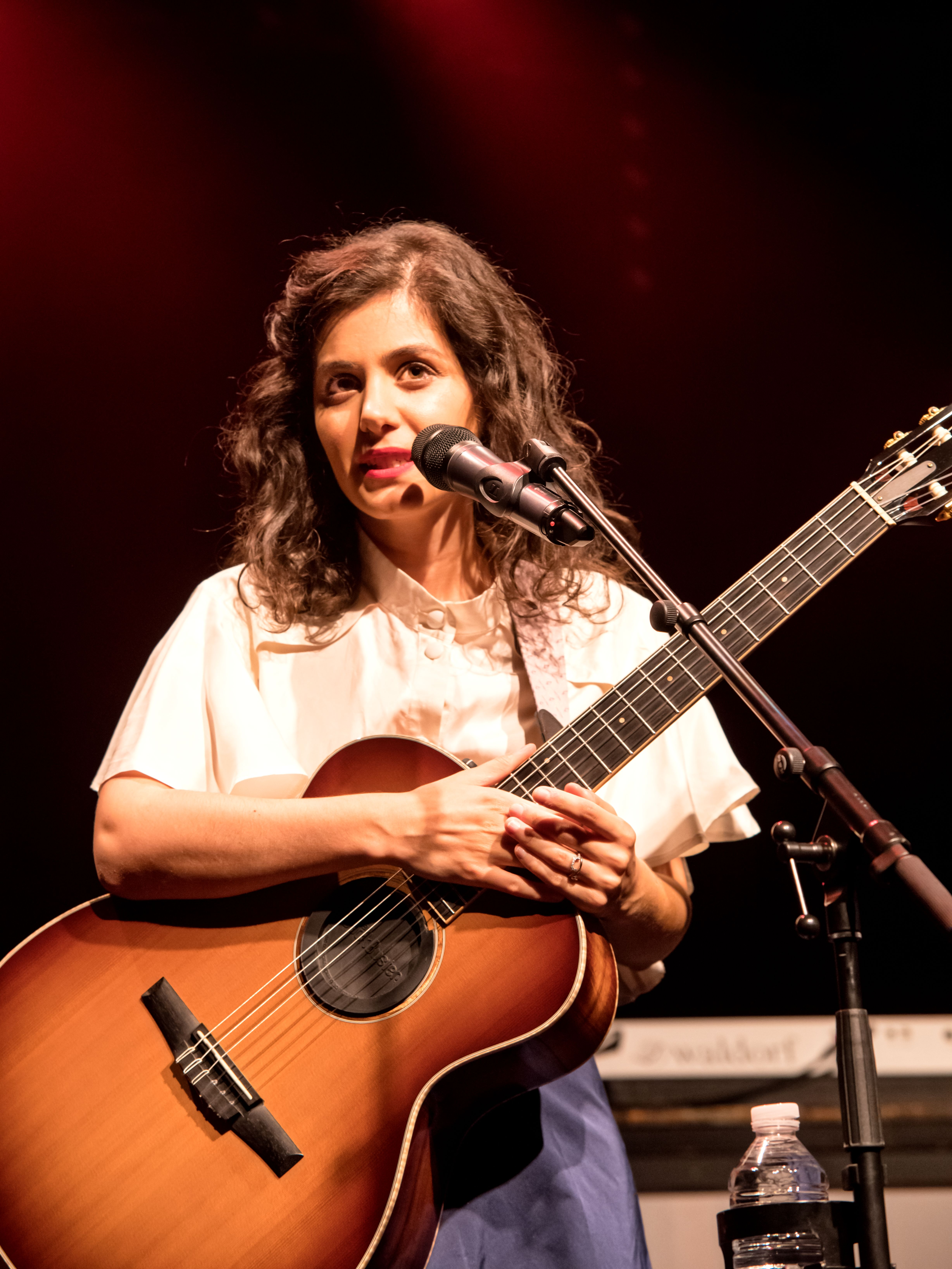
Zelt-Musik-Festival em 2016 Freiburg, Alemanha

Ketevan "Katie" Melua (em georgiano:  ქეთევან "ქეთი" მელუა, ouvirⓘ AFI: [ˈmeluˌɑː]) (Kutaisi, 16 de setembro de 1984) É uma cantora e compositora de nacionalidade britânico-georgiana. Nascida em Kutaisi (Geórgia), mas com oito anos partiu para a Irlanda do Norte e  desde os catorze vive na Inglaterra. Em novembro de 2003 (com dezenove anos) gravou o seu primeiro álbum intitulado Call Off the Search que atingiu um milhão de cópias vendidas em cinco semanas.
O seu segundo álbum foi lançado em 2008 com o nome de "Piece By Piece". Nele ouvimos uma das suas músicas mais famosas “Nine Million Bicycles”, seu videoclipe é um dos melhores trabalhos feitos por Katie, onde ela é arrastada pelo chão e passeia por diversos lugares do Mundo, chegando até o céu. “I Cried For You”, uma de suas canções mais tristes e “Thank You, Star”, música que injustamente não se tornou single, estão presentes no repertório ao lado da “On The Road Again” e da faixa título “Piece By Piece”. “Spider’s Web” completa a sequência de canções escolhidas do segundo álbum para integrar o disco. Recordamos ainda que este álbum, vendeu até à data 7,5 milhões de exemplares.
Em 2008 e 2009 Katie Melua foi a artista que mais vendeu no Reino Unido e em 2009 tornou-se a cantora britânica com mais vendas no mundo.
Tornou-se cidadã britânica em 10 de agosto de 2008.
"Pictures", seu terceiro álbum sai em 2013, mostrou pequenas mudanças na sua sonoridade. O blues ainda estava lá, firme e forte, com  “Pictures” Katie Melua  aos 21 anos, já conquistou um estatuto ímpar na cena internacional. Neste disco assume-se com uma vocalista única, cuja presença e interpretação não têm igual. "If The Lights Go Out", "Mary Pickford", "If You Were A Sailboat", são 3 dos 12 temas de grande sucesso deste álbum.
"The House" o quarto álbum sai em maio de 2013 e depois de vários anos na companhia de Mike Batt como produtor, Katie entra numa nova fase da sua carreira. Gravado na Air Studios em Londres,  o novo álbum conta com a produção de William Orbit e vê Katie escrever por conta própria, na companhia de Guy Chambers, Rick Nowels, Mike Batt e cantor-compositor e amigo de longa data Polly Scattergood. O álbum resultante, intitulado "The House" foi descrito com uma sonoridade épica, dramática e aventureiro e, ao mesmo tempo atraente para os fãs de Katie, prometendo também alcançar uma nova audiência.
Atualmente é casada com James Toseland, e está de volta a antiga banda em que fez parte, HouseLife', agora formada por Katie, Josh Devine, Ashton Lake, Bridget Mendlr e Leon Thomas II.

## Discografia
Álbuns de estúdio
- Call Off the Search (2003)
- Piece by Piece (2005)
- Pictures (2007)
- The House (2010)
- Secret Symphony (2012)
- Ketevan (2013)
- In Winter (2016)
- Album No. 8 (2020)
- Love & Money (2023)